# Parada de Costera Pastor (TRAM Alicante)
Costera Pastor es una parada del TRAM Metropolitano de Alicante donde presta servicio la línea 1. Está situada en la zona norte del casco urbano de Villajoyosa.

## Localización y características
Se encuentra ubicada junto a la calle Partida Barberes Norte, desde donde se accede. Dispone de dos andenes y dos vías.

## Líneas y conexiones
| << Cabecera | < Estación | Línea | Estación >    | Cabecera >> |
| ----------- | ---------- | ----- | ------------- | ----------- |
| Luceros     | Creueta    |       | Hospital Vila | Benidorm    |